# Isaías Villa González
Isaías Villa González (México, D. F., 27 de noviembre de 1962). Es un economista egresado de la Universidad Nacional Autónoma de México, luchador social y político mexicano. Miembro y fundador del Partido de la Revolución Democrática (PRD).